# Cylindre parabolique
 (décembre 2024).
Si vous disposez d'ouvrages ou d'articles de référence ou si vous connaissez des sites web de qualité traitant du thème abordé ici, merci de compléter l'article en donnant les références utiles à sa vérifiabilité et en les liant à la section « Notes et références ».

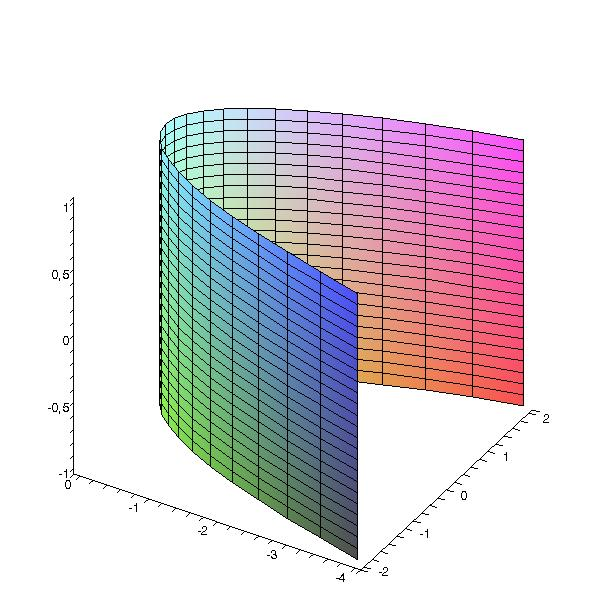
Un cylindre parabolique.

En mathématiques, et plus précisément en géométrie euclidienne, un cylindre parabolique est une quadrique dégénérée : le rang de la forme quadratique associée à un cylindre parabolique est 1.
L'équation réduite du cylindre parabolique est de la forme :
où p est le paramètre de la parabole obtenue en intersectant le cylindre parabolique avec un plan d'équation Z = constante.